# Вигнанка (Житомирський район)
Ви́гнанка — село в Україні, у Любарській селищній територіальній громаді Житомирського району Житомирської області. Кількість населення становить 693 особи (2001). У 1923—54 та 1966—2020 роках — адміністративний центр колишньої однойменної сільської ради.

## Загальна інформація
Розміщене за 12 км південно-західніше Любара та 40 км від залізничної станції Печанівка, на правому березі річки Случ.

## Населення
У другій половині 19 століття налічувалося 144 двори та 1 160 мешканців.
За довідником 1885 року в селі мешкало 965 осіб, налічувалося 112 дворових господарства, наприкінці 19 століття — 200 дворів та 1 158 жителів.
Відповідно до результатів перепису населення Російської імперії 1897 року, загальна кількість мешканців села становила 1 209 осіб, з них: православних — 1 192, чоловіків — 598, жінок — 611.
У 1906 році чисельність населення становила 1 375 осіб, дворів — 204. За переписом 1911 року було там 1 172 жителі, у 1923 році — 1 481 особу, дворів — 365.
Відповідно до перепису населення СРСР 17 грудня 1926 року, чисельність населення становила 1 559 осіб, з них 735 чоловіків та 824 жінки; етнічний склад: українців — 1 544, поляків — 12, інших — 3. Кількість домогосподарств — 370.
На початок 1970-х років село мало 316 дворів із населенням 1 013 осіб.
Відповідно до результатів перепису населення СРСР, кількість населення, станом на 12 січня 1989 року, становила 707 осіб. Станом на 5 грудня 2001 року, відповідно до перепису населення України, кількість мешканців села становила 693 особи.

### Мова
Розподіл населення за рідною мовою за даними перепису 2001 року:
| Мова       | Кількість | Відсоток |
| ---------- | --------- | -------- |
| українська | 686       | 98.99%   |
| російська  | 7         | 1.01%    |
| Усього     | 693       | 100%     |

## Історія
Час заснування — невідомий. На території села виявлено залишки поселення пізньотрипільської культури, двох поселень скіфського періоду та поселення черняхівської культури. Перша письмова згадка про село датується 1798 роком. Належало Любомирським. У 1650 році — власність Владислава Немирича.
У другій половині 19 століття — село Мшанецької волості Новоград-Волинського повіту Волинської губернії. Розміщувалося за 100 верст від Житомира, за 100 верст (110 км) від Новограда-Волинського (Звягеля), на річці Случ, по дорозі з Острополя до Пединок. Католицька парафія та поштова станція — у Любарі, за 12 верст, залізнична станція Полонне (28 верст). Землі селянської 643 десятини, двірської — 774 десятини. Власність Будзинських. Була мурована церква невідомо коли зведена, з кам'яною дзвіницею, при церкві 42,5 десятин землі. На землю був план від 1842 року та ерекція, надана князем Антонієм Любомирським. З 1865 року діяла церковно-парафіяльна школа, була католицька каплиця. Сусідні парафії — Провалівка (2 версти) та Махаринці (4 версти).
За довідником 1885 року — колишнє власницьке село Мшанецької волості Новоград-Волинського повіту Волинської губернії, на річці Случ. Були церковна парафія, школа, заїзд, 2 водяних млини.
Наприкінці 19 століття — село Остропільської волості Новоград-Волинського повіту Волинської губернії. Велика земельна власність становила 138 десятин.
У 1906 році — село Остропільської волості (5-го стану) Новоград-Волинського повіту Волинської губернії. Відстань до повітового центру, м. Новоград-Волинський, становила 100 верст, до волосного центру, містечка Остропіль — 8 верст. Найближче поштово-телеграфне відділення розміщувалося в Острополі.
Згідно з переписом 1911 року, в селі була однокласна школа, державна горілчана крамниця, кредитне товариство, водяний млин потужністю 100 тисяч пудів перемелу на рік, земська випозичальня сільськогосподарських машин.
У березні 1921 року, в складі волості, передане до новоутвореного Полонського повіту Волинської губернії. У 1923 році включене до складу новоствореної Вигнанської сільської ради, яка, 7 березня 1923 року, увійшла до складу новоутвореного Старокостянтинівського району Шепетівської округи; адміністративний центр ради. Розміщувалося за 31 версту від районного центру, м. Старокостянтинів. 21 серпня 1924 року, відповідно до постанови ВУЦВК «Про зміни в адміністративному поділі Волині», в складі сільської ради передане до Любарського району Житомирської (згодом — Волинська) округи. 17 червня 1925 року Любарський район передано до складу Бердичівської округи. Відстань до районного центру, міст. Любар — 10 верст, до окружного центру в Бердичеві — 70 верст, до найближчої залізничної станції Печанівка — 30 верст.
На фронтах Другої світової війни воювали 195 селян, з них 56 загинуло, 37 нагороджено орденами й медалями. На їх честь у 1950 році встановлено обеліск Слави.
В радянські часи у селі розміщувалася центральна садиба колгоспу, який обробляв 2 191 га земель, з яких 1 733 га — рілля, 38 га під садом. Господарство вирощувало зернові й технічні культури, мало розвинуте тваринництво м'ясо-молочного напрямку.
В селі були школа, будинок культури, бібліотека, фельдшерсько-акушерський пункт, дитячі ясла, два магазини. За трудові досягнення 45 селян нагороджені орденами й медалями СРСР, серед них ланкового механізованої ланки І. Валігуру орденом Леніна і тракториста Є. Тарасюка орденом Жовтневої Революції.
11 серпня 1954 року, відповідно до указу Президії Верховної ради Української РСР «Про укрупнення сільських рад по Житомирській області», Вигнанську сільську раду ліквідовано, село підпорядковане Провалівській сільській раді Любарського району Житомирської області. 11 січня 1960 року, внаслідок ліквідації Провалівської сільської ради, село включене до складу Пединківської сільської ради Любарського району. 30 грудня 1962 року, в складі сільської ради, передане до Дзержинського району, 4 січня 1965 року повернуте до складу відновленого Любарського району. 10 березня 1966 року, відповідно до рішення Житомирського облвиконкому № 126 «Про утворення сільських рад та зміни в адміністративному підпорядкуванні деяких населених пунктів області», в селі відновлено сільську раду.
12 червня 2020 року, відповідно до розпорядження Кабінету Міністрів України № 711-р «Про визначення адміністративних центрів та затвердження територій територіальних громад Житомирської області», територію та населені пункти Вигнанської сільської ради включено до складу Любарської селищної територіальної громади Любарського району Житомирської області. Від 19 липня 2020 року, разом з громадою, в складі новоствореного Житомирського району Житомирської області.